# Sturnella
Sturnella – rodzaj ptaków z podrodziny wojaków (Sturnellinae) w obrębie rodziny kacykowatych (Icteridae).

## Zasięg występowania
Rodzaj obejmuje gatunki występujące w Ameryce.

## Morfologia
Długość ciała 19–24 cm; masa ciała samców 86–110 g, samic 65,6–89,4 g.

## Systematyka

### Etymologia
Sturnella (Sturnellus, Sturella, Sternella): łac. sturnellus „szpaczek”, łac. sturnus „szpak”; przyrostek zdrabniający -ella.

### Podział systematyczny
Do rodzaju należą następujące gatunki:
- Sturnella lilianae Oberholser, 1930 – wojak białosterny
- Sturnella magna (Linnaeus, 1758) – wojak obrożny
- Sturnella neglecta Audubon, 1844 – wojak żółtogardły